# آیروکلند کلاس مارسو
آیروکلند کلاس ماقسو (به انگلیسی: Marceau-class ironclad) یک کلاس از کشتی است که طول آن 99 metres می‌باشد.